# Jean Cosmat
Jean Georges Cosmat (3. juli 1910 - 29. marts 2010) var en fransk roer, født i Nantes.
Cosmat vandt bronze i firer med styrmand ved OL 1936 i Berlin, sammen med brødrene Marcel og Fernand Vandernotte, sidstnævntes søn Noël Vandernotte (styrmand), samt Marcel Chauvigné. Der deltog i alt 16 lande i disciplinen, hvor Tyskland og Schweiz vandt henholdsvis guld og sølv foran den franske båd. Det var det eneste OL han deltog i.
Cosmat vandt desuden en EM-sølvmedalje i firer med styrmand ved EM 1934 i Luzern, Schweiz.

## OL-medaljer
- 1936:  Bronze i firer med styrmand